# Zamarada incompta
Zamarada incompta är en fjärilsart som beskrevs av Fletcher 1974. Zamarada incompta ingår i släktet Zamarada och familjen mätare. Inga underarter finns listade i Catalogue of Life.